# マゼラン雲

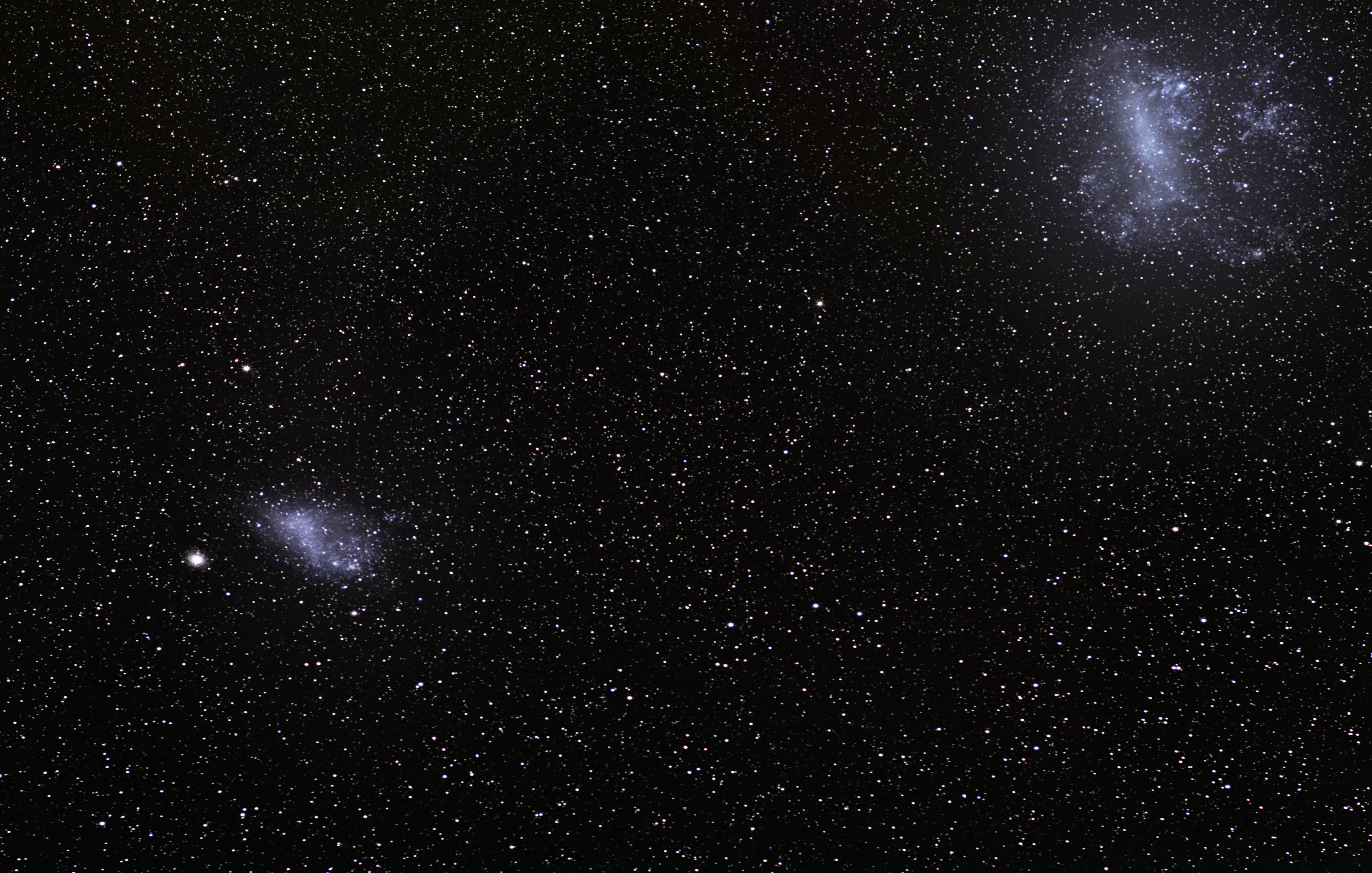
マゼラン雲。大マゼラン雲と小マゼラン雲の位置関係や向きの関係、また周囲の星々との見かけの相対位置が理解できる写真。右側の大き目の銀河が大マゼラン雲。左側の小さ目の銀河が小マゼラン雲

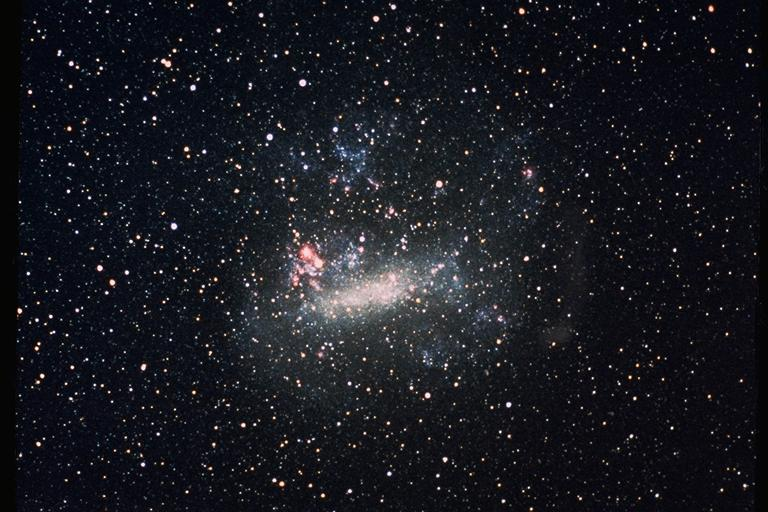
大マゼラン雲 (LMC)。

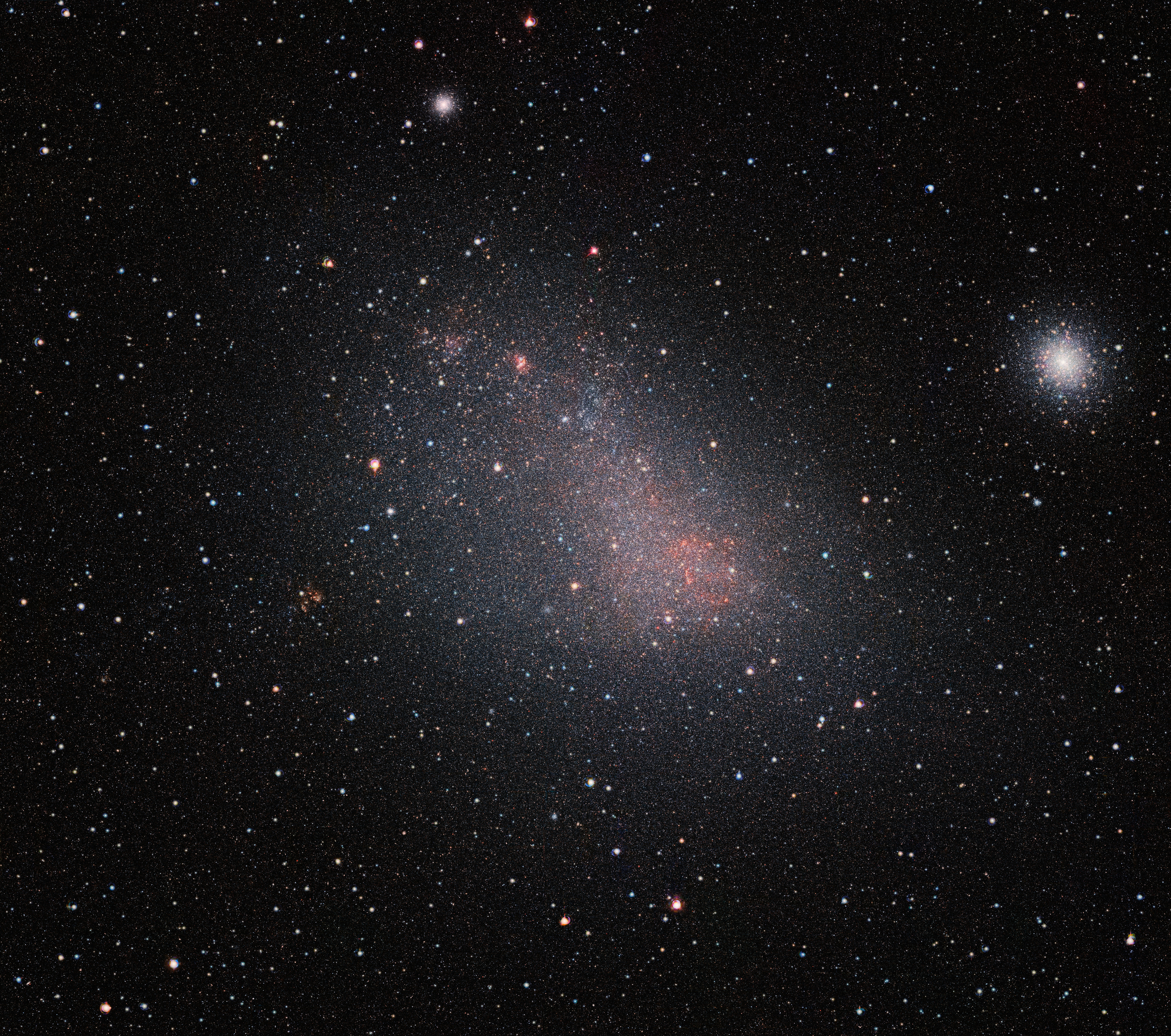
小マゼラン雲 (SMC)。

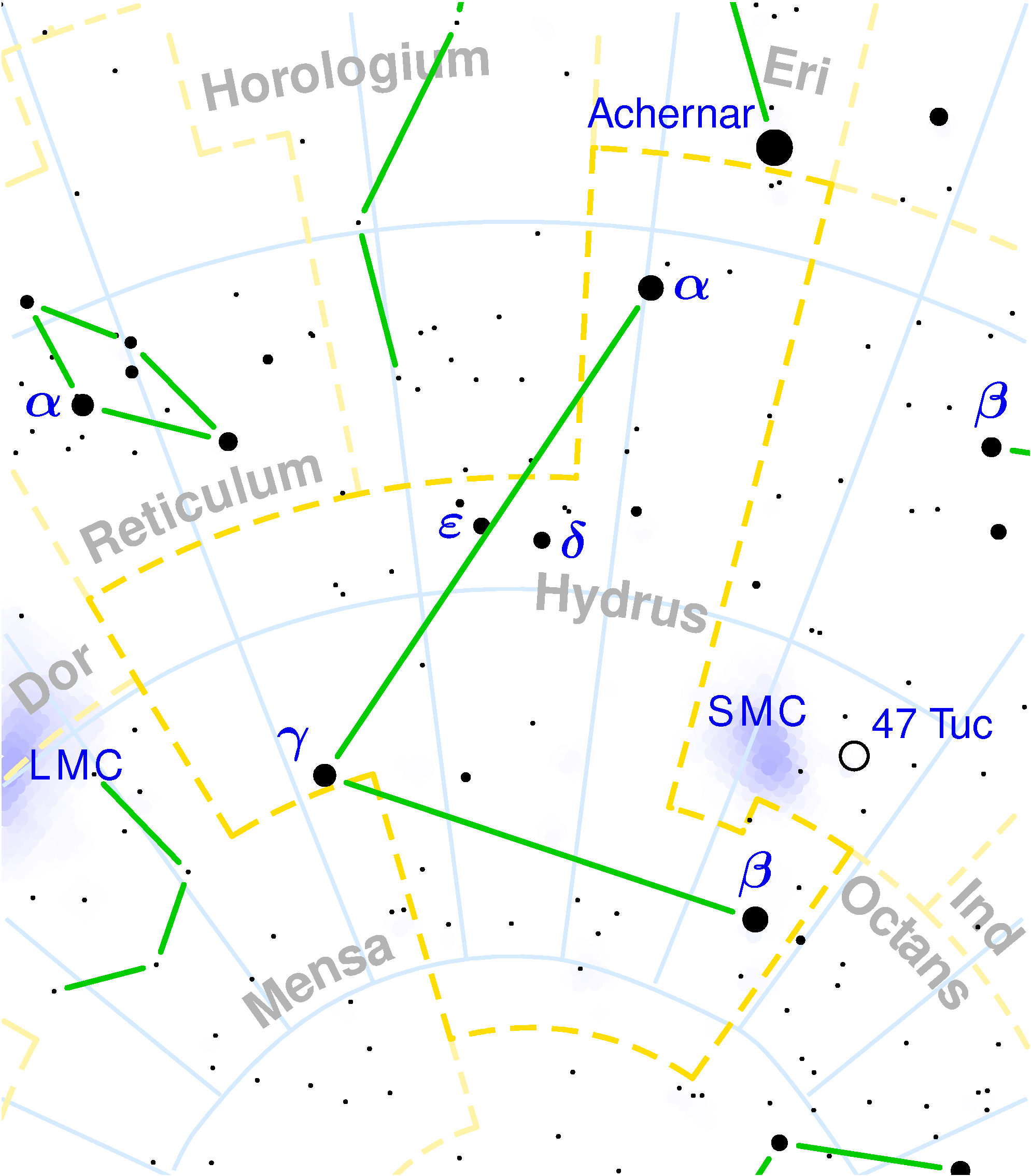
LMCとSMCの位置関係。中央の星座はみずへび座。

マゼラン雲（マゼランうん、Magellanic Clouds, Nubeculae Magellani）とは、銀河系の近くにある2つの銀河、大マゼラン雲 (Large Magellanic Cloud = LMC) と 小マゼラン雲 (Small Magellanic Cloud = SMC) の総称である。共に局所銀河群に属する矮小銀河である。希に、マゼラン星雲 (Magellanic Nebulae)、マゼラン銀河 (Magellanic Galaxies) とも。銀河系の伴銀河である（と、定説によって最近まで見なされてきた）。

## 概説
見かけの位置など
地球からは、現在、天の南極からそう遠くない、赤経約1時 - 5時、赤緯約−70度付近に見える。
大マゼラン雲と小マゼラン雲は互いには7万5000光年離れており、見かけの上では天球上で21度離れている。
20世紀末まで、大マゼラン雲と小マゼラン雲は銀河系に最も近い銀河と2番目に近い銀河と考えられていた。しかし、1994年にいて座矮小楕円銀河 (SagDEG) が発見され、順位は繰り下がった。
マゼラニックストリーム
大マゼラン雲も小マゼラン雲も、濃度の高いガスが分布しており（銀河系のおよそ10倍の濃度）、その結果、現在もさかんに新たな星が誕生しつづけている。そして両銀河の移動した軌跡には、両銀河が含んでいた中性水素ガスが残され、その結果、ちょうどジェット機が飛行した軌跡には飛行機雲が残るように、マゼラン雲が移動した軌跡（宇宙空間）には巨大なガス帯（ガスの筋）「マゼラニックストリーム」が残されている。（なお、そのガスの帯は公転する両銀河と回転する銀河系の双方の引力、およびガス自体の引力の影響を受け、相互作用によって、単純化されたモデルではなかなか解析しにくいようなかなり複雑な動きをしている。）
銀河系の影響による形状のゆがみ
両銀河は、銀河系の強い潮汐力を受けている。両銀河は棒渦巻状の構造を持つが、潮汐力により大きく乱れているのである。一方で、銀河系のディスクのほうも、マゼラン雲の影響でわずかに変形している。
銀河系周囲の公転という説
大マゼラン雲と小マゼラン雲の両銀河は銀河系の伴銀河（“衛星銀河”）であり、つまり人類の住む地球を含む銀河系の周囲を公転している、というのがハッブルによる説明以来、定説でありつづけた。
移動速度の推算と実測。定説の見直しの進行。
いったい両銀河の移動速度はどれほどなのか？という問いに関しては、ハッブルによる指摘以来、ほぼ定説となっているマゼラン雲は伴銀河だとする説および、その時点での銀河系の総質量のおおざっぱな推定値を用いて、両銀河の移動速度（公転速度）の推定値を計算する、ということが何度か行われた。やがて、計算で推定するだけでなく、実際に測定をしてみるということが考えられるようになった。ただし測定するといっても、マゼラン雲全体はおおむね形を保った状態で（平行）移動しているのでマゼラン雲の星々を観測するだけでは測定できるわけではなく、マゼラン雲のはるかかなた遠方に存在するクエーサーを背景の目印とすることで、それに対してマゼラン雲が相対的に（横方向に）移動し、地球から見た角度が時とともに変化してゆくのを測定する、という方法が思いつかれた。ただし、あらかじめ推算されていた推定値からすると、その角度の変化は非常に小さく、現在の高精度（高分解能、高解像度）の望遠鏡で観測するにしても、数日～数カ月単位では検出困難で、年単位の時間間隔をあけなければ検出できないだろう、ということは予想されていた。予想される検出すべき角度の変化というのは、100km先の1mm程度の移動を検出するくらいの小ささで、困難を極めると予想された。仮に現在の高解像度のハッブル望遠鏡を用いてもほぼ限界の領域である。また地球の望遠鏡を動かすことで望遠鏡に及ぼす重力が変わることの影響で生じるわずかな望遠鏡のゆがみで正しく測定できなくなるとも考えられた。宇宙望遠鏡科学研究所のローランド・バンダーマレルらのグループは、ハッブル宇宙望遠鏡を用いて、同望遠鏡の分解能のほぼ限界のレベルを用いて4年間にわたってマゼラン雲内の25か所の場所の移動速度を測定し、そして測定画像を1年以上かけて解析した。その移動速度は480km/s（秒速480km）と算出された。観測によって得られたこの速度は、あらかじめ行われていた推算値よりも数割以上大きい。この速度は、両銀河が銀河系に重力的に束縛されていない可能性を示唆している、とも言う。もしこれが正しいなら、マゼラン雲の効果として説明されてきた現象は修正の必要がある、とも言う。（天文学者たちも驚いているのだが）ごく最近になって、マゼラン雲というのはハッブル以来の定説で言われているような「銀河系をめぐる伴銀河」ではなく、どうやらマゼラン雲は、どこかから銀河系の近くにやってきた銀河であって、今たまたま銀河系の近くにあるというだけで、やがて数十億年後には銀河系の引力を振り切ってかなたに去ってゆき、その後 銀河系とマゼラン雲は再び出会うことは無いのだ、と理解されるようになりつつあるのである。

## 歴史
肉眼で容易に見えるので、南半球および北半球低緯度の人々には、原始時代から知られていたと思われる。
中東では見えないものの、イスラム時代までには旅行者などにより知られていたようである。最初の記録は964年にペルシャの天文学者アル・スーフィーが『星座の恒星の書』 Kitāb Ṣuwar al-Kawākib al-Thābita に、LMCを「白い牡牛」 Al Bakr として記録し、バブ・エル・マンデブ海峡（北緯12.5度）より北では見えないと記している。なお、大マゼラン雲のほうがやや北に位置し、比較的容易に見える。
ヨーロッパ人に知られるようになったのは、1519年から1522年のフェルディナンド・マゼランによる世界一周航海に参加したヴェネツィアのアントニオ・ピガフェッタが記録してからである。世界一周の航海においては夜も航行しつづけるわけで、夜間でも進行方角や自船の位置を確認する必要があるわけであるが、（北半球では北極星を見つければよいのだが、南半球で緯度が低くなるにつれて北極星は見えなくなるので）マゼランらは夜空の星々の中に白っぽい星雲（マゼラン雲）を見つけることでそれを行った、と記されているのである。ただし、当時は無論「マゼラン雲」とは呼ばれておらず、この逸話にちなんでその星雲に「マゼラン」の名が冠されるようになったのはかなり後のことである。
1603年のヨハン・バイエルの『ウラノメトリア』では、"Nubecula Major" （「大雲）の意」）, "Nubecula Minor" （「小雲」の意） として載っていた。1795年の『フラムスティード天球図譜』（第3版）には、"Le Grand Nuage", "Le Petit Nuage"（同じ意味のフランス語）として載っていた。

## 観測所
マゼラン雲の天球上の位置は南天にあるので、主たる観測所はその有利さも考慮して地球の南半球にある。ヨーロッパ南天天文台の天文台群のひとつで南米に設置されているパラナル天文台には標高2600mの山の上に7つの望遠鏡が設置されており、それがさかんに活用されている。パラナル天文台の望遠鏡群の中でも、特に2009年末に完成したVISTAという名の望遠鏡は、広視野角を誇り 大・小マゼラン雲をまとめて一気に観測でき、そして近赤外線で画像を記録できるので、通常の可視光による撮影ではマゼラン雲の塵が白く濃い雲のように写ってしまいひとつひとつの星々がほとんど見えなくなってしまうのだが、近赤外線の撮影によってまるでモヤが晴れたかのようにマゼラン雲の中の星々ひとつひとつをくっきりと鮮明に撮影できるようになり、このVISTAによって新たな球状星団が発見されたりするなど、マゼラン雲の星々のことが以前よりもより詳しく分かるようになってきた。